# Juan Carlos Iribarren
Juan Carlos Iribarren (27 maggio 1901 – ...) è stato un calciatore argentino, di ruolo difensore.

## Caratteristiche tecniche
Giocava come difensore centrale sinistro. Giocò talvolta anche nei ruoli di ala e mezzala, sempre sulla fascia sinistra.

## Carriera

### Club

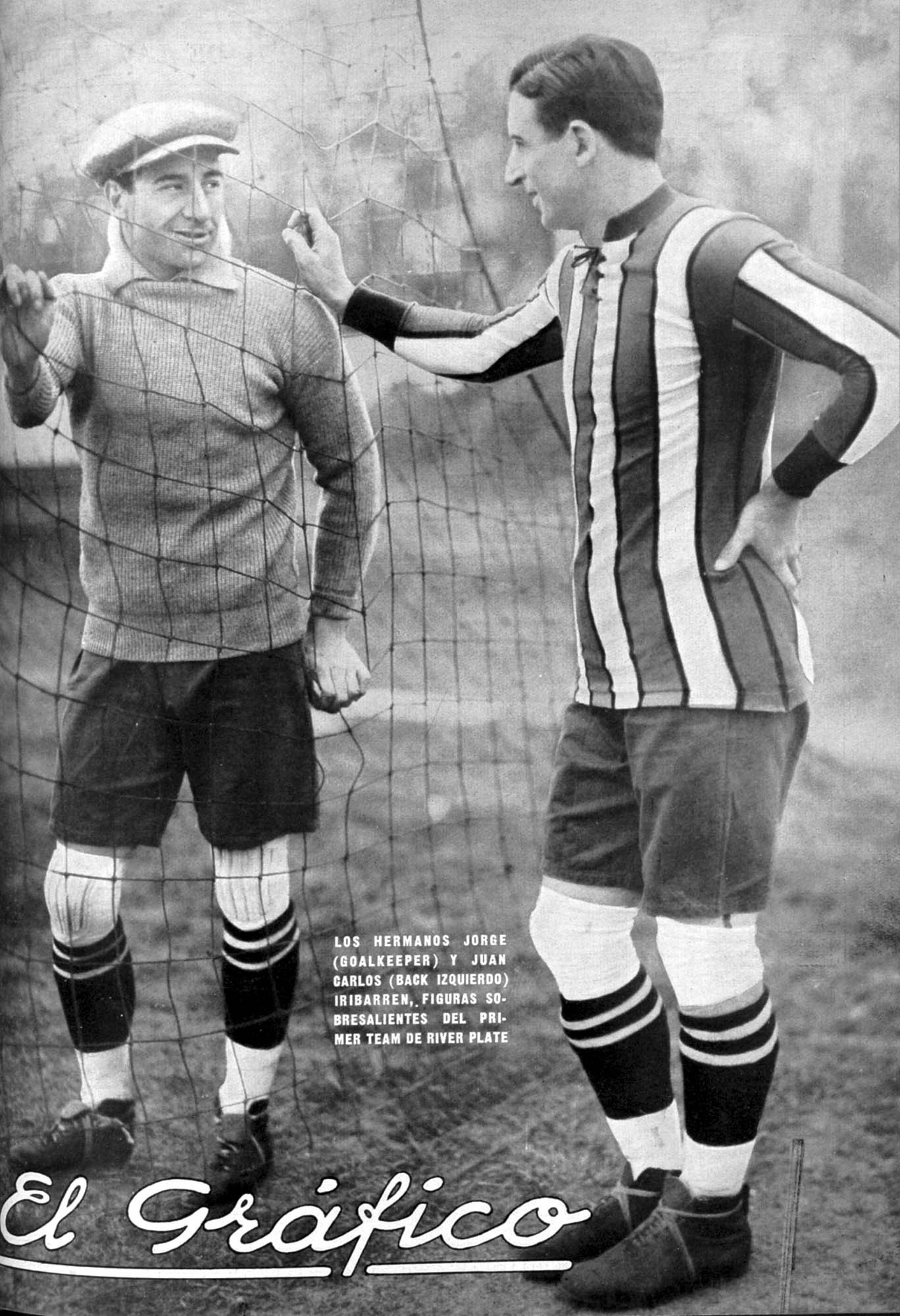
Jorge y Juan Carlos Irribarren (River Plate).

Fratello di Jorge Iribarren, portiere nato nel 1898, Juan Carlos debuttò nel 1922 con la prima squadra dell'Argentinos Juniors, dove militava anche Jorge. Rimase per due stagioni al club dalla maglia rossa, ottenendo anche la convocazione in Nazionale. Nel 1924 si trasferì al River Plate, cambiando così campionato: dalla Copa Campeonato alla Primera División della Asociación Amateurs de Football. Giocò la prima stagione con la nuova divisa in quello stesso anno, chiudendo al 5º posto. Nel River Iribarren divenne titolare, e nel 1926 venne raggiunto dal fratello, che si aggregò alla formazione di Núñez: nell'annata precedente aveva vestito i colori del General San Martín. I due rimasero insieme fino al 1931, allorché Jorge si ritirò: dopo aver vinto il torneo argentino nel 1932, Juan Carlos lasciò il River, passando al Chacarita Juniors. Lì trovò molto spazio per giocare, e fu considerato un titolare: nel 1937, ultimo anno della sua carriera, fu anche convocato in Nazionale.

### Nazionale
Iribarren giocò 17 partite con la sua Nazionale. Debuttò il 22 ottobre 1922, nell'amichevole di Buenos Aires contro il Cile. Nel medesimo anno giocò poi la Copa Lipton. Nel 1923, dopo aver disputato la Copa Gran Premio de Honor Uruguayo, venne convocato per il Sudamericano de Selecciones, In tale competizione esordì il 29 ottobre a Montevideo con il Paraguay: fece coppia con Ludovico Bidoglio in difesa, formando la terza linea del 2-3-5. Giocò poi contro Brasile e Uruguay. Nel 1924 partecipò alla Copa Rosa Chevallier Boutell, giocando una delle due gare. Rimase poi fuori dal giro delle convocazioni sino al 1929, anno in cui giocò una amichevole; altrettanto accadde nel 1930. Nel 1936, a fine carriera, fu chiamato per partecipare al Sudamericano di Buenos Aires. Debuttò il 30 dicembre contro il Cile, giocando nel suo abituale ruolo, affiancato da Tarrío. Contro il Paraguay iniziò la gara, ma venne sostituito da Alberto Cuello. Scese poi in campo contro Perù, Uruguay e Brasile (in quest'ultima occasione gli subentrò Fazio al 46º). Saltò lo spareggio decisivo per l'assegnazione del trofeo, sostituito da Fazio.

## Palmarès

### Club

#### Competizioni nazionali
- Campionato argentino: 1

River Plate: 1932

### Nazionale
- Campeonato Sudamericano de Football: 1

Argentina 1937